# Doubravice nad Svitavou
Doubravice nad Svitavou (deutsch Doubrawitz an der Zwittawa, früher Daubrawitz) ist eine Minderstadt in Tschechien. Sie liegt sieben Kilometer südlich von Boskovice und gehört zum Okres Blansko.

## Geographie
Doubravice nad Svitavou befindet sich am westlichen Fuße des Drahaner Berglandes in der Boskowitzer Furche. Das Städtchen liegt unterhalb der Einmündung des Baches Nešorka am linken Ufer der Svitava. Nördlich erhebt sich der Na Strážce (547 m), im Südosten die Strážka (421 m) und Spálená hora (529 m), südlich die Hora (383 m), im Südwesten die Horky (403 m), westlich der Velký Chlum (460 m) und im Nordwesten der Malý Chlum (488 m) und Na Kamencích (428 m). Gegen Nordosten liegt die mittelalterliche Wüstung Valkounc.
Nachbarorte sind Lhota Rapotina im Norden, Újezd u Boskovic, Valchov und Němčice im Nordosten, Kuničky im Osten, Holešín im Südosten, Rájec und Jestřebí im Süden, Černá Hora und Bořitov im Südwesten, Klemov im Westen sowie Obora und Jabloňany im Nordwesten.

## Geschichte

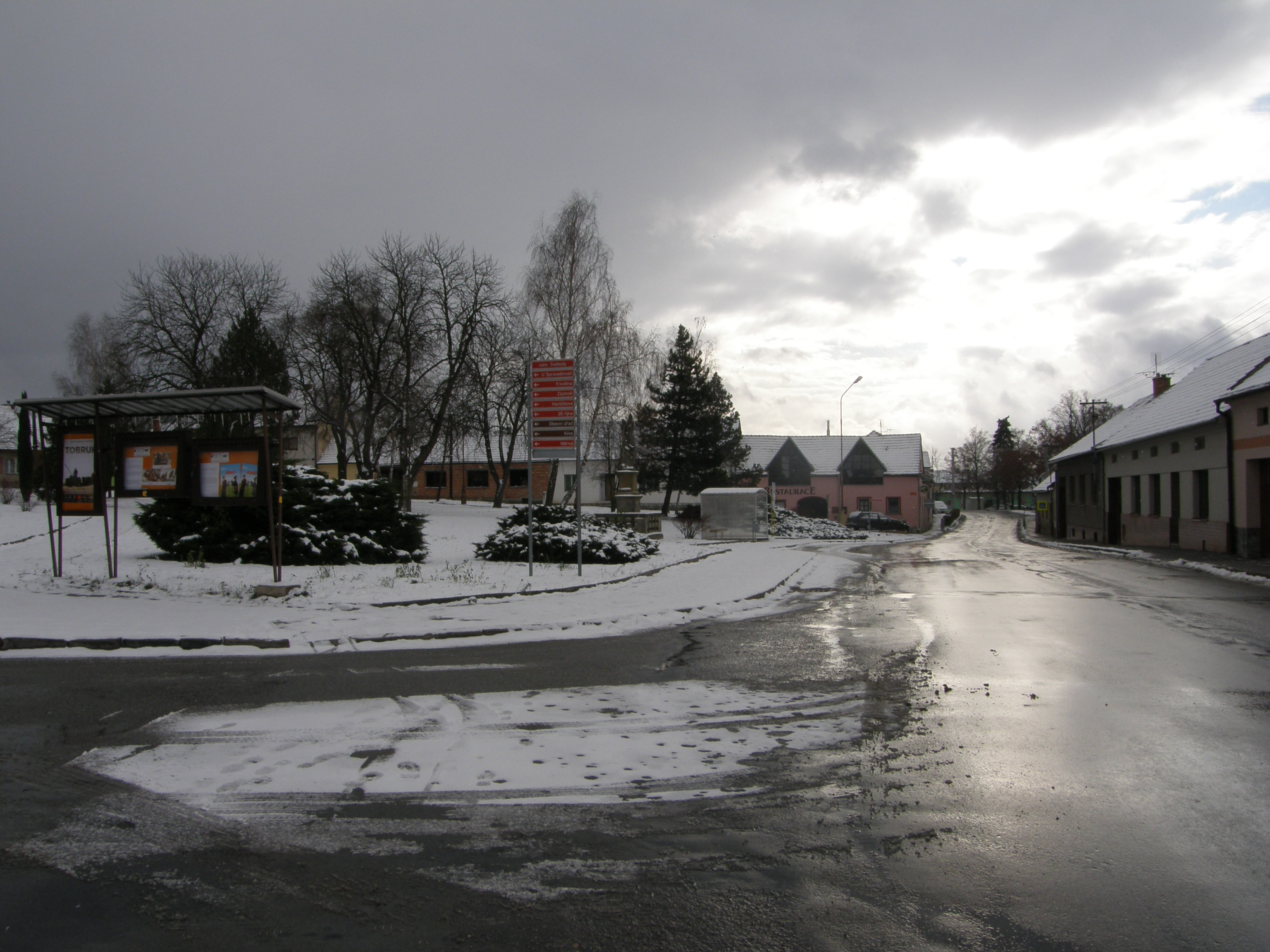
Markt von Doubravice nad Svitavou

Die erste schriftliche Erwähnung eines Erhard von Doubravice erfolgte im Jahre 1049. Zwischen 1120 und 1130 trat Markvart und Mstihněv von Doubravice in verschiedenen Rechtsgeschäften als Zeugen auf. Zbyněk von Doubravice fiel 1331 in der Schlacht von Treffen gegen die Österreicher. Seine Nachkommen bildeten den Familienzweig der Osovský von Doubravice. Der erste urkundliche Nachweis des zur gleichnamigen Burg gehörigen Städtchens und der Pfarre Doubravice erfolgte im Jahre 1358. 1371 überließ Ješek von Doubravice und Skalice die Güter seiner Frau Margarethe. In ihre zweite Ehe mit Jimram von Pernstein brachte sie auch ihre jährlichen Einnahmen von 250 Pfund aus dem Städtchen Doubravice, der Feste sowie den Wäldern an der Nešorka mit. Smil Oldřich von Doubravice erweiterte den Besitz um die Güter Lhota, Klemov und Jestřebí. 1391 verkaufte dessen Sohn Vaněk Černohorský von Boskovice die Güter an Ješek Pušek von Kunštát auf Otaslavice. Zu den nachfolgenden Besitzern gehörte u. a. ab 1418 der Raubritter Heralt von Sovinec. 1436 erwarb Heralt von Kunštát Doubravice zusammen mit Petrovice, der Wüstung Podolí und dem Dorf Vavřinec zurück. 1528 kaufte Jan Lhotský von Ptení Doubravice einschließlich Kuničky und Němčice. Später erwarb Bohuslav von Drnovice auf Rájec die Güter. Im Jahre 1557 erhielt das Städtchen unter Kaiser Ferdinand II. ein neues Siegel. Nach dem Tode von Jan Drnovský fielen die Güter dem Geschlecht von Rogendorf zu. Zu Beginn des 17. Jahrhunderts bestand das Städtchen aus 38 Häusern, von denen eines zum Ende des Dreißigjährigen Krieges wüst lag. Die Burg Doubravice wird seit 1527 als wüst bezeichnet. Bis 1745 war der Ort auf 58 Häuser angewachsen.
Nach der Ablösung der Patrimonialherrschaften bildete Doubravice ab 1850 mit dem Ortsteil Klemov eine Marktgemeinde in der Bezirkshauptmannschaft Boskovice. Im Jahre 1864 lebten in den 119 Häusern des Ortes 769 Menschen. 1900 hatte die Marktgemeinde 1136 Einwohner, dieser gehörten mit Ausnahme eines Deutschen allesamt der tschechischen Volksgruppe an. Der Ort bestand zu dieser Zeit aus 142 Häusern, sechs der Einwohner waren Protestanten. In den Jahren 1939 bis 1941 erfolgten östlich des Ortes Bauarbeiten für die Reichsautobahn Wien-Breslau.  Seit Beginn des Jahres 1961 gehört die Doubravice zum Okres Blansko.

## Gemeindegliederung
Für den Městys Doubravice nad Svitavou sind keine Ortsteile ausgewiesen. Grundsiedlungseinheiten sind Doubravice nad Svitavou (Doubrawitz an der Zwittawa) und Klemov (Klemow).
Das Gemeindegebiet gliedert sich in die Katastralbezirke Doubravice nad Svitavou und Klemov.

## Sehenswürdigkeiten
- Kirche Johannes des Täufers
- Statue des hl. Sebastian, geschaffen 1713
- Burgstall Doubravice, nordöstlich des Ortes, die 1255 erstmals erwähnte Burg gilt seit 1527 als wüst

## Söhne und Töchter des Ortes
- Jan Kunc (1883–1976), tschechischer Komponist und Pädagoge, er verwendete auch das Pseudonym K. Jánoš.